# Kirill Vladimirovič Ruský
Velkokníže Kirill Vladimirovič (rusky Великий князь Кири́лл Влади́мирович; 30. záříjul./ 12. října 1876greg., Carské Selo – 12. října 1938, Neuilly-sur-Seine, Francie) byl ruský velkokníže, hlava ruské carské rodiny a titulární imperátor Vší Rusi od roku 1924 do své smrti.

## Životopis

### Dětství a mládí
Kirill Vladimirovič se narodil jako druhý ze tří synů a celkem pěti dětí velkoknížete Vladimira Alexandroviče (třetího syna cara Alexandra II.) a jeho manželky Marie Pavlovny (původem princezny Mecklenburg-Schwerin).
V době rusko-japonské války sloužil jako první důstojník ruského námořnictva na bitevní lodi Petropavlovsk, která byla Japonci potopena.

### Manželství
V roce 1891 se zamiloval do britské princezny Viktorie Melity, vnučky britské královny Viktorie a své sestřenice (jeho otec a její matka byli sourozenci), která přijela se svou matkou do Ruska na pohřeb velkokněžny Alexandry Fjodorovny, manželky Pavla Alexandroviče, syna cara Alexandra II. Manželství mezi nimi však nebylo možné, protože ruská pravoslavná církev nedovolovala manželství mezi bratrancem a sestřenicí prvního stupně. 19. dubna roku 1894 se tedy Viktorie Melita provdala na naléhání své babičky, královny Viktorie, za hesenského velkovévodu Ernesta Ludvíka, třebaže již tehdy milovala svého bratrance. Manželství nebylo šťastné – Viktoriino srdce bylo zadané jinde a Ernest Ludvík neměl zájem o ženy, tedy ani o svou manželku.
V roce 1896 přijela Viktorie opět do Ruska, na korunovaci cara Mikuláše II. V průběhu tohoto pobytu opět vznikl vztah mezi ní a Kirillem. To znamenalo skandál a carevna Alexandra Fjodorovna, sestra Ernesta Ludvíka, dosáhla u cara toho, že byl Kirill poslán na Dálný východ. Ten se posléze v roce 1904 vrátil do Moskvy jako válečný hrdina z rusko-japonské války. Car mu poté povolil vycestovat z Ruska a Kirill odjel do Koburgu k Viktorii Melitě, která se s Ernestem Ludvíkem rozvedla v roce 1901. (Dcerka z tohoto manželství zemřela v roce 1903 na tyfus[nepřesný odkaz].)

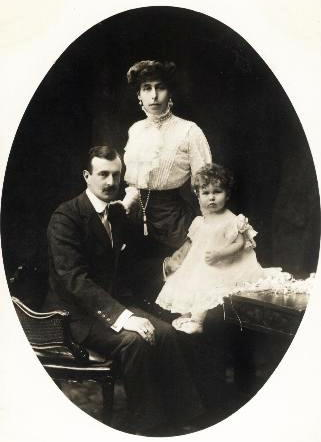
Kirill Vladimirovič a Viktorie Fjodorovna s jejich nejstarší dcerou Marií

8. října roku 1905 se Kirill s Viktorií Melitou v přísném utajení v Tegernsee v Bavorsku oženil. Svatební oslavy byly velmi střídmé, bez korunovaných hostí. Jako "svatební dar" dostal Kirill Vladimirovič od cara Mikuláše II. odejmutí svých královských privilegií a svých hodností v carském námořnictvu. Car Mikuláš II. na naléhání své ženy carevny Alexandry Fjodorovny, sestry Viktoriina prvního manžela, vypověděl pár z Ruska; manželé se usadili nejprve v Německu a posléze ve Francii.
Z jejich manželství vzešli tři potomci, dvě dcery a nakonec syn:
- Marie (2. února 1907 – 25. října 1951); ⚭ 1925 Karel, princ Leiningen (13. února 1898 – 2. srpna 1946)
- Kira (9. května 1909 – 8. září 1967); ⚭ 1938 Ludvík Ferdinand Pruský (9. listopadu 1907 – 25. září 1994)
- Vladimir (30. srpna 1917 – 21. dubna 1992); poslední hlava ruské carské rodiny, ⚭ 1948 Leonida Georgijevna Bagrationová-Muchranská (6. října 1914 – 23. května 2010)

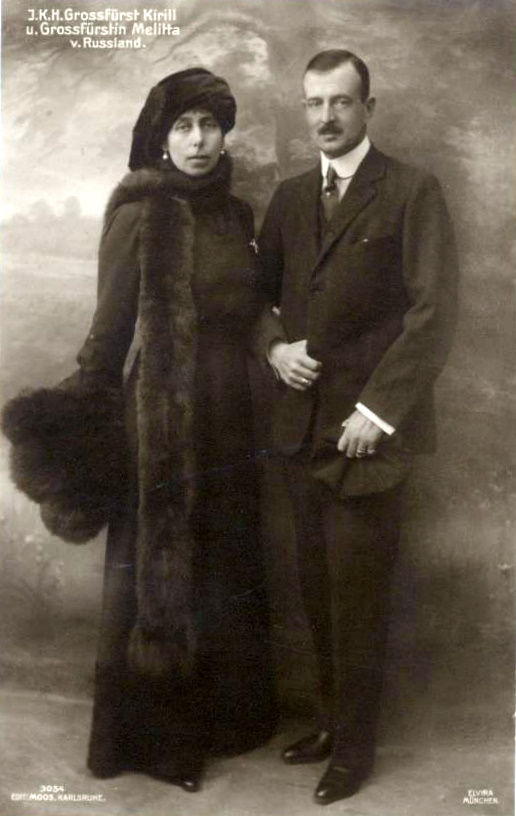
Kirill Vladimirovič a Viktorie Fjodorovna

Po řadě úmrtí v ruské carské rodině Romanovců byl car Mikuláš II. nucen Kirilla přijmout zpět do rodiny; ten byl jako třetí v pořadí následnictví na carský trůn. Manželský pár Kirill a Viktorie Melita se vrátil do Ruska a Viktorie dostala titul ruské velkokněžny.
Stejně jako řada dalších členů carské rodiny pohlížel i Kirill velmi kriticky na vztah carského páru k Rasputinovi. Po Rasputinově zavraždění v prosinci roku 1916 byla podána carovi petice s prosbou o omilostnění Rasputinova vraha, velkoknížete Dmitrije Pavloviče, kterou car odmítl. Několik týdnů poté musel car abdikovat a země se stala republikou. 14. března 1917 přísahal Kirill a jeho námořní jednotky Dumě věrnost v naději na obnovení starého řádu a záchranu monarchie. Carská rodina ho proto považovala za vlastizrádce; Viktorie stála při něm.

### Emigrace
V červnu 1917 odjel Kirill s rodinou, pouze se šperky zašitými v šatech, do Finska, kde se narodil jeho syn a následník Vladimír Kirillovič a kde sledovali vývoj ruské občanské války. Když se vítězství bolševiků stalo neodvratným, přesunuli se do Koburgu k rodině Kirillovy ženy. Od roku 1925 žili v St. Briac-sur-Mer ve francouzské Bretani.
Poté, co v červenci 1924 londýnský soud prohlásil velkoknížete Michala Alexandroviče za mrtvého, se Kirill 8. srpna 1924 jakožto první v řadě následnictví ruského trůnu prohlásil za správce carského trůnu a poté 31. srpna přijal formální titul cara vší Rusi.
Zemřel v emigraci ve věku 62 let, na jedné z pařížských klinik 12. října roku 1938. Příčinou jeho smrti byly komplikace onemocnění nohou, jež bylo následkem zranění utrpěných při potopení Petropavlovska. Byl pochován po boku své ženy, kterou přežil o dva roky, v rodinné hrobce vévodské rodiny v Koburgu. Teprve 7. března roku 1995 byly ostatky velkoknížete Kirilla Vladimiroviče a velkokněžny Viktorie Fjodorovny slavnostně vyzvednuty a převezeny do Petrohradu, kde byly uloženy do velkoknížecí rodinné hrobky v Petropavlovském chrámu.

## Otázka Kirillova práva na trůn
Práva Kirilla (a tedy i jeho potomků) na ruský carský trůn byla nejednou z čistě právního hlediska zpochybněna, přičemž paradoxním způsobem nejčastěji uváděný důvod proti – jeho angažmá v Únorové revoluci (což je ovšem také předmětem sporů) – zde má nejmenší váhu, neboť tak či onak se “provinila” všechna velkoknížata, včetně těch, kdož posléze měli námitky vůči Kirillovým právům hlavy imperátorského domu ve vyhnanství).

Problém spočívá v přístupu k uplatňování článků 183-185 ruského Zákona o následnictví ke Kirillovi a jeho potomkům:
| „ | - 183. „Ke sňatku každé osoby Imperátorského domu je nezbytné svolení Imperátora, kdežto sňatek, uzavřený bez jeho svolení, se neuznává jako zákonný.“ - 184. Po svolení panujícího Imperátora mohou Členové Imperátorského Domu vstoupit v manželství jak s osobami pravoslavného vyznání, tak jinověrnými. - 185. Sňatek mužské osoby Imperátorského Domu, který může mít právo následnictví Trůnu, s osobou jiné víry se neuskuteční jinak, než po přijetí pravoslavné víry touto osobou. | “ |

8. října roku 1905 vstoupil Kirill Vladimirovič v manželství se svou sestřenicí – Viktorií Melitou, dcerou vévody z Edinburghu, rozvedenou manželkou Ernesta Ludvíka Hesensko-Darmstadtského. Za tři dny po uzavření sňatku car Mikuláš II. zbavil Kirilla všech práv člena carské rodiny, včetně práva následnictví trůnu, neboť tento sňatek nebyl carem povolen (čl. 183), nevěsta se nechystala přijmout při uzavření sňatku pravoslavnou víru (čl. 185); kromě toho dotčený sňatek, uzavřený mezi bratrancem a sestřenicí prvního stupně, se protivil pravoslavným kánonům a nebyl přípustný podle občanského práva Ruského impéria. Dochované archivní materiály o projednávání dané otázky v Státní radě ukazují na to, že Mikuláš rozhodně trval na zbavení bratrance následnických práv, avšak členové Státní rady navrhovali nezveřejňovat toto rozhodnutí, neboť řada na trůn „podle všech lidských úvah nikdy na něho nedojde“, a Mikuláš tak nepodepsal žádný výnos, zbavující velkoknížete Kirilla Vladimiroviče práv na trůn.
Ve státním archivu jsou uloženy dokumenty dvou tajných porad z let 1906 a 1907, na nichž Mikuláš II. nastolil otázku o možnosti zbavení následnických práv všeho potomstva velkoknížete Kirilla Vladimiroviče (pro nedovolené manželství, porušujícího rodinné, církevní i občanské zákony Impéria). Přesto v Dvorském kalendáři, vymezujícím posloupnost následníků trůnu je pro rok 1917 velkokníže Kirill Vladimirovič uváděn na třetím místě, po cesareviči Alexejovi a velkoknížeti Michailu Alexandroviči; přitom jsou zde uváděni i jiní členové Dynastie, nemající nástupnických práv (např. kněžna Taťána Konstantinovna, která byla nucena v roce 1911 podepsat zřeknutí se práv nástupnictví kvůli sňatku s knížetem Bagration-Muchranským, který byl uznán za nerovnorodého.
15. července roku 1907, poté, co Viktorie Melita přijala pravoslaví, Mikuláš II. zvláštním dekretem sňatek Kirilla Vladimiroviče uznal, udělil jeho manželce titul „Velkokněžna Viktorie Fjodorovna“ a dceři Marii Kirillovně, narodivší se z tohoto manželství, titul "kněžna imperátorské krve“.
Je příznačné, že rozhodnutí bylo založeno zdůvodněno úctou k žádosti Kirilova otce, imperátorova strýce Vladimira Alexandroviče. 14. dubna roku 1909 byla Kirillovi navrácena všechna práva člena imperátorské rodiny.
Odpůrci práv Kirilla a „kirillovské větve“ na ruský trůn se domnívají, že byl zbaven posledním panujícím imperátorem těchto práv v plném souladu se stávajícím zákonodárstvím a že znovupřiznání práv „člena imperátorské rodiny“ Kirillovi nebylo doprovázeno explicitním obnovením „práv následnictví“, a jeho pretendentství na trůn je tak nezákonné.
Protože však v imperátorském majestátu z 15. července 1907 (o uznání sňatku a udělení titulu Velkokněžny) a z 14. dubna (o navrácení práv člena Imperátorského Domu) se nehovoří o nějakém výběrovém navrácení práv, vyplývá z toho, že Kirillovi byla navrácena „všechna“ práva, včetně práva nástupnictví na trůn, tím spíš, že žádného speciálního výnosu o jeho zbavení nástupnických práv nebylo a jeho sňatek byl oficiálně uznán, jak prokázáno výše.
Odpůrci často kirillovské linie poukazují i na to, že carevna (imperatrica) vdova Marie Fjodorovna (manželka Alexandra III.), matka Mikuláše II., neodsouhlasila přijetí titulu Imperátor Vší Rusi velkoknížetem Kirillem v roce 1924, neboť doufala, že její syn i vnuk jsou ještě živi. Tento argument, na rozdíl od předchozích, nemá právní sílu.
Příznivci Kirillových práv tvrdí, že každý Člen Imperátorské Rodiny měl „ipso facto“ práva na trůn, tedy že výnosy z roku 1907 a 1909 ustanovily Kirilla i v právu následnictví. V souladu s tímto hlediskem to, že panující imperátor uznal jeho sňatek, zároveň eliminovalo všechny zákonné problémy.

## Vývod z předků
|                     |                                              |  |                                        |                                |  |  |  |  |  |  |  | Pavel I. Ruský |
|                     |                                              |  |                                        |                                |  |  |  |  |  |  |  |                |
|                     | Mikuláš I. Pavlovič                          |  |                                        |                                |  |  |  |  |  |  |  |                |
|                     |                                              |  |                                        |                                |  |  |  |  |  |  |  |                |
|                     |                                              |  |                                        | Žofie Dorota Württemberská     |  |  |  |  |  |  |  |                |
|                     |                                              |  |                                        |                                |  |  |  |  |  |  |  |                |
|                     | Alexandr II. Nikolajevič                     |  |                                        |                                |  |  |  |  |  |  |  |                |
|                     |                                              |  |                                        |                                |  |  |  |  |  |  |  |                |
|                     |                                              |  |                                        | Fridrich Vilém III.            |  |  |  |  |  |  |  |                |
|                     |                                              |  |                                        |                                |  |  |  |  |  |  |  |                |
|                     | Šarlota Pruská                               |  |                                        |                                |  |  |  |  |  |  |  |                |
|                     |                                              |  |                                        |                                |  |  |  |  |  |  |  |                |
|                     |                                              |  |                                        | Luisa Meklenbursko-Střelická   |  |  |  |  |  |  |  |                |
|                     |                                              |  |                                        |                                |  |  |  |  |  |  |  |                |
|                     | Vladimír Alexandrovič Romanov                |  |                                        |                                |  |  |  |  |  |  |  |                |
|                     |                                              |  |                                        |                                |  |  |  |  |  |  |  |                |
|                     |                                              |  |                                        | Ludvík I. Hesenský             |  |  |  |  |  |  |  |                |
|                     |                                              |  |                                        |                                |  |  |  |  |  |  |  |                |
|                     | Ludvík II. Hesenský                          |  |                                        |                                |  |  |  |  |  |  |  |                |
|                     |                                              |  |                                        |                                |  |  |  |  |  |  |  |                |
|                     |                                              |  |                                        | Luisa Hesensko-Darmstadtská    |  |  |  |  |  |  |  |                |
|                     |                                              |  |                                        |                                |  |  |  |  |  |  |  |                |
|                     | Marie Alexandrovna                           |  |                                        |                                |  |  |  |  |  |  |  |                |
|                     |                                              |  |                                        |                                |  |  |  |  |  |  |  |                |
|                     |                                              |  |                                        | Karel Ludvík Bádenský          |  |  |  |  |  |  |  |                |
|                     |                                              |  |                                        |                                |  |  |  |  |  |  |  |                |
|                     | Vilemína Luisa Bádenská                      |  |                                        |                                |  |  |  |  |  |  |  |                |
|                     |                                              |  |                                        |                                |  |  |  |  |  |  |  |                |
|                     |                                              |  |                                        | Amálie Frederika Hesenská      |  |  |  |  |  |  |  |                |
|                     |                                              |  |                                        |                                |  |  |  |  |  |  |  |                |
| Kirill Vladimirovič |                                              |  |                                        |                                |  |  |  |  |  |  |  |                |
|                     |                                              |  |                                        |                                |  |  |  |  |  |  |  |                |
|                     |                                              |  | Fridrich Ludvík Meklenbursko-Zvěřínský |                                |  |  |  |  |  |  |  |                |
|                     |                                              |  |                                        |                                |  |  |  |  |  |  |  |                |
|                     | Pavel Fridrich Meklenbursko-Zvěřínský        |  |                                        |                                |  |  |  |  |  |  |  |                |
|                     |                                              |  |                                        |                                |  |  |  |  |  |  |  |                |
|                     |                                              |  |                                        | Jelena Pavlovna Ruská          |  |  |  |  |  |  |  |                |
|                     |                                              |  |                                        |                                |  |  |  |  |  |  |  |                |
|                     | Bedřich František II. Meklenbursko-Zvěřínský |  |                                        |                                |  |  |  |  |  |  |  |                |
|                     |                                              |  |                                        |                                |  |  |  |  |  |  |  |                |
|                     |                                              |  |                                        | Fridrich Vilém III.            |  |  |  |  |  |  |  |                |
|                     |                                              |  |                                        |                                |  |  |  |  |  |  |  |                |
|                     | Alexandra Pruská                             |  |                                        |                                |  |  |  |  |  |  |  |                |
|                     |                                              |  |                                        |                                |  |  |  |  |  |  |  |                |
|                     |                                              |  |                                        | Luisa Meklenbursko-Střelická   |  |  |  |  |  |  |  |                |
|                     |                                              |  |                                        |                                |  |  |  |  |  |  |  |                |
|                     | Marie Meklenbursko-Zvěřínská                 |  |                                        |                                |  |  |  |  |  |  |  |                |
|                     |                                              |  |                                        |                                |  |  |  |  |  |  |  |                |
|                     |                                              |  |                                        | Jindřich XLIV. Reuss Köstritz  |  |  |  |  |  |  |  |                |
|                     |                                              |  |                                        |                                |  |  |  |  |  |  |  |                |
|                     | Heinrich LXIII. Reuss z Köstritz             |  |                                        |                                |  |  |  |  |  |  |  |                |
|                     |                                              |  |                                        |                                |  |  |  |  |  |  |  |                |
|                     |                                              |  |                                        | Vilemína Geuder                |  |  |  |  |  |  |  |                |
|                     |                                              |  |                                        |                                |  |  |  |  |  |  |  |                |
|                     | Augusta Reuss Köstritz                       |  |                                        |                                |  |  |  |  |  |  |  |                |
|                     |                                              |  |                                        |                                |  |  |  |  |  |  |  |                |
|                     |                                              |  |                                        | Jiří Stolberg-Wernigerode      |  |  |  |  |  |  |  |                |
|                     |                                              |  |                                        |                                |  |  |  |  |  |  |  |                |
|                     | Eleonora ze Stolberg-Wernigerode             |  |                                        |                                |  |  |  |  |  |  |  |                |
|                     |                                              |  |                                        |                                |  |  |  |  |  |  |  |                |
|                     |                                              |  |                                        | Jenny Schönbursko-Waldenburská |  |  |  |  |  |  |  |                |
|                     |                                              |  |                                        |                                |  |  |  |  |  |  |  |                |